# Cochasquí
Cochasquí es un sitio arqueológico ubicado en la Sierra norte del Ecuador (provincia de Pichincha), en las faldas del volcán Mojanda, 52 km al norte de la ciudad de Quito. El complejo destaca por las 15 pirámides truncas con rampas y al menos 15 montículos que lo conforman. Fue construido por la cultura Caranqui durante el período de Integración, entre el 1250 y el 1550 d. C. En el pasado habría existido un poblado al rededor del complejo. Existen varios sitios con montículos y pirámides truncas en la Sierra norte del Ecuador que datan del mismo período, pero Cochasquí destaca por la cantidad y el tamaño de sus pirámides. Se cree que estas pirámides habrían servido como templos para realizar toda clase de ceremonias.La función ceremonial del sitio continua vigente hasta hoy en día, ya que allí las comunidades indígenas se reúnen a celebrar festividades importantes, como el Mushak Nina o el Inti Raymi.

## Contexto histórico
La sociedad responsable por la construcción de Cochasquí es la cultura Caranqui del período de Integración. Esta sociedad vivió en la sierra note del Ecuador, y ocupó los territorios comprendidos entre el río Chota al norte, y el río Guayllabamba al sur. La sociedad caranqui era primordialmente agraria, la mayoría de la población vivía dispersa por el territorio, en pequeñas villas y caseríos, trabajando la tierra. Varias de estas villas conformaban un señorío o cacicazgo, el cual estaba gobernado por un cacique. Se cree que el cacicazgo de Cochasquí fue uno de los más poderosos del territorio, junto con los cacicazgos de Otavalo, Cayambe y Caranqui (hoy en día Ibarra). Es en este contexto que surge la arquitectura monumental de montículos, se han registrado gran cantidad de sitios con estas estructuras a lo largo del territorio caranqui. Cochasquí es el más conocido de estos sitios, sin embargo, no es el más grande, este título corresponde al sitio de La Zuleta, donde se han registrado 148 montículos. Se cree que estos sitios con montículos habrían servido como lugar de reunión para las distintas comunidades de un cacicazgo. En estos se habrían realizado ceremonias y los caciques habrían construido sus residencias.

## Historia

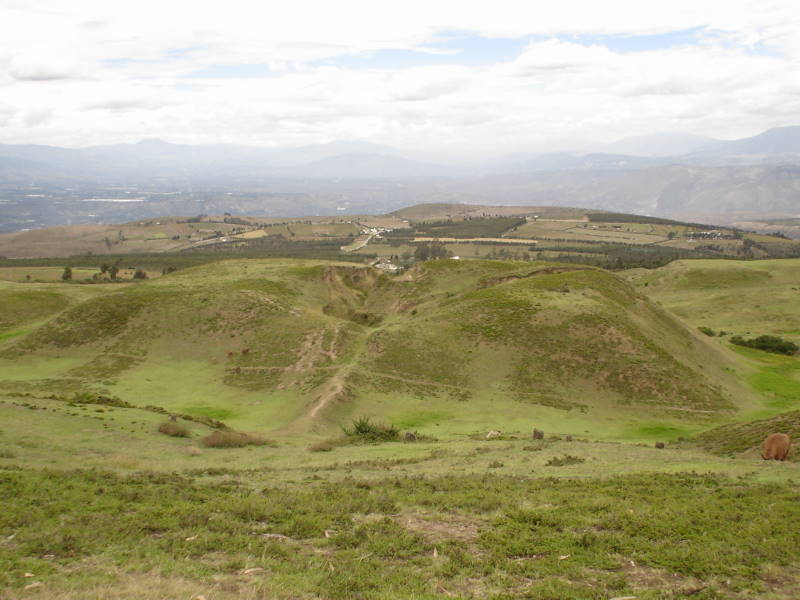
Pirámide G vista desde el norte, un gran agujero fue excavado en esta pirámide por saqueadores.

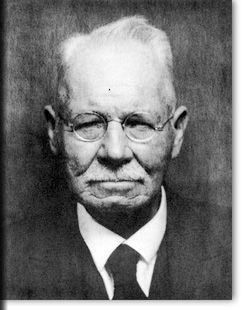
El arqueólogo Max Uhle fue de los primeros en estudiar las pirámides de Cochasquí.

La ocupación humana del sitio comenzó aproximadamente al rededor del año 950 d. C., cuando se asentaron los primeros pobladores del lugar, los arqueólogos los conocen como la fase Cochasquí I. Estos primero habitantes del sitio no construyeron ni pirámides ni montículos. Sin embargo, al rededor del año 1250 d. C. se inició la fase Cochasquí II, este nuevo período en la historia del sitio se caracterizó por la construcción de los monumentos, y duró aproximadamente hasta el 1550 d. C.Parece que no todas las pirámides se construyeron al mismo tiempo. Algunas pirámides incluso muestras varias fases constructivas, con pirámides antiguas siendo cubiertas por nuevas pirámides más grandes.
Hacia finales del período prehispánico, los Incas conquistaron la región. Su influencia en Cochasquí ha sido demostrada mediante el hallazgo de cerámica incaica en el sitio. Con la conquista incaica, Cochasquí se convirtió en un tambo importante, es decir una posada que daba resguardo a los viajeros que recorrían el camino del Inca. Se ha especulado sobre la posibilidad de que indígenas de Cochasquí hubieran sido deportados a la región de Cajamarca, en el Perú, en calidad de mitimaes, y de que igualmente, indígenas cajamarquinos hubieran sido traídos a Cochasquí.
Las primeras referencias escritas sobre Cochasquí aparecen en 1538, con la conquista española. Sin embargo, parece que en aquel tiempo, el nombre no hacía referencia a un sitio en concreto, sino a todo el volcán que hoy en día es conocido como Mojanda. Para 1561, Cochasquí fue encomendado a don Antón Diez, quien además tenía las encomiendas de Patate, Píllaro, Tanta y Tulcán. Se sabe también que el cacique de Cohcasquí en aquel tiempo era don Alonso Andaparinango. En las décadas que prosiguieron, los pobladores de Cochasquí fueron lentamente trasladandoce a asentamientos vecinos, como Malchinguí, Tocachi y Cotacachi. En 1655 el español don Manuel Freire estableció el mayorazgo de la hacienda Cochasquí, la cual permaneció en manos de su familia hasta la independencia de España.
En los 1700s, la misión geodésica francesa, que buscaba medir la circunferencia de la tierra, utilizó Cochasquí como un punto clave para tomar mediciones y realizar observaciones astronómicas. El astrónomo Pierre Bouguer señaló haber realizado sus mediciones desde la cima de una de las pirámides el 20 de marzo de 1740.
Ya durante la época republicana es cuando empezó a surgir interés en Cochasquí por su valor arqueológico. En el año de 1932 se realiza por primera vez una excavación arqueológica en el sitio, financiada por el historiador y arqueólogo ecuatoriano Jacinto Jijón y Caamaño. La persona escogida para dirigir esta primera excavación fue el renombrado arqueólogo alemán Max Uhle, quien tenía 76 años para aquel entonces. Cochasquí fue el último de los muchos sitios que este último excavaría en el Ecuador. Para cuando Uhle llegó al sitio, la pirámide G había sido gravemente destruida por saqueadores, los efectos de esta intervención todavía se pueden ver hoy en día. 
Entre 1964 y 1965 un grupo de investigadores de la Unviersidad de Bonn continuaron las excavaciones iniciadas por Uhle. Este grupo estuvo compuesto por Roswith Hartmann, Wolfgang W. Wurster, Jürgen Wentscher y entre otros, cabe destacar la breve participación del renombrado arqueólogo colombiano Julio César Cubillos y el papel de Udo Oberem, líder de la expedición. Estos investigadores fueron conocidos como el Grupo Ecuador.
Este renovado interés en la arqueología de Cochasquí llevó a la fundación del parque arqueológico en 1981. 

## Descripción
El complejo de Cochasquí cuenta con 15 pirámides truncas y varios montículos hechos de tierra y cangahua. Esta clase de construcciones son comúnmente llamadas tolas.Parece que a lo largo de la región caranquí, la construcción de pirámides es posterior a la de los montículos.

### Montículos
Existen al rededor de 15 montículos circulares ubicados al sur del complejo de pirámides. Aunque se cree que en el pasado habrían existido más montículos, varios de estos han sido ubicados mediante fotografías aéreas. Algunos de estos montículos son monumentos funerarios. En el montículo "a" por ejemplo, se encontró el esqueleto de una mujer acompañado de 7 cráneos humanos deformados y tres vasijas a modo de ofrendas. En el montículo "n" se encontró un pozo funerario de 3 metros de profundidad, a pesar de que el esqueleto de esta tumba no se preservó, si se encontraron varias vasijas y un mortero de piedra a modo de ofrenda. Sin embargo, no todos los montículos tuvieron fines funerarios. Pues en los montículos "h" y "x" no se encontró ni restos humanos ni ofrendas de ningún tipo.Al contrario de la creencia popular, ninguno de estos montículos contenía oro ni metales preciosos. 

### Pirámides truncas
Las llamadas pirámides truncas consisten en estructuras rectangulares. Al contrario que una pirámide común, estas estructuras no acaban en punta, sino que su elevación es interrumpida para formar una plataforma igualmente rectangular, por esto son conocidas como pirámides truncas. Nueve de estas 15 pirámides cuentan con una alargada rampa que se levanta desde el suelo y gradualmente haciende hasta la cúspide de la pirámide, dando así acceso a la plataforma. Estas rampas les dan una forma de T a las pirámides cuando son vistas desde arriba.
El principal material utilizado en la construcción de estas pirámides es la tierra, que sirvió como material de relleno. Sin embargo se utilizaron bloques de canguahua para construir muros de contención para evitar el deslizamiento de la tierra. La cangahua es un tipo de roca blanda de origen volcánico, parecida a la toba,la cual es muy común en el entorno. Las pirámides cuentan con muros de contención internos distribuidos de manera aparentemente desordenada, estos fueron construidos con bloques rectangulares y poligonales. Los lados de las pirámides fueron recubiertos con graderías de bloques rectangulares que permitieron mantener declives muy inclinados, entre los 20 y 35 grados de pendiente. Sin embargo, parece que estos escalones originalmente estuvieron cubiertos por una capa de barro.
Excavaciones en la plataforma de la pirámide E lograron encontrar los cimientos de dos estructuras, estos consistían en planchas circulares de barro quemado hasta tener la consistencia del ladrillo. Solo una de estas tenían un buen estado de conservación. En el interior de esta última había dos canales excavados con precisión, estos no se hallaban paralelos, sino que formaban un ángulo. Uno de los canales contaba con tres piedras cónicas empotradas en su interior. Por suerte, una maqueta arquitectónica fabricada por la cultura Caranqui, la cual representa una estas pirámides ha logrado sobrevivir hasta nuestros días. Esta maqueta nos permite hacernos una idea de que apariencia habrían tenido estas estructuras originalmente. Según dicha maqueta, la plataforma de la pirámide habría estado totalmente rodeada por un muro que solamente estaría abierto frente a la rampa de acceso.
Se cree que estas pirámides habrían servido como templos para realizar rituales y ceremonias. No sería descabellado pensar que estas ceremonias comenzarían con una procesión a través de la rampa, ante la vista del pueblo, y que al llegar arriba, la ceremonia continuaría en privado, con los muros bloqueando la vista de los curiosos.

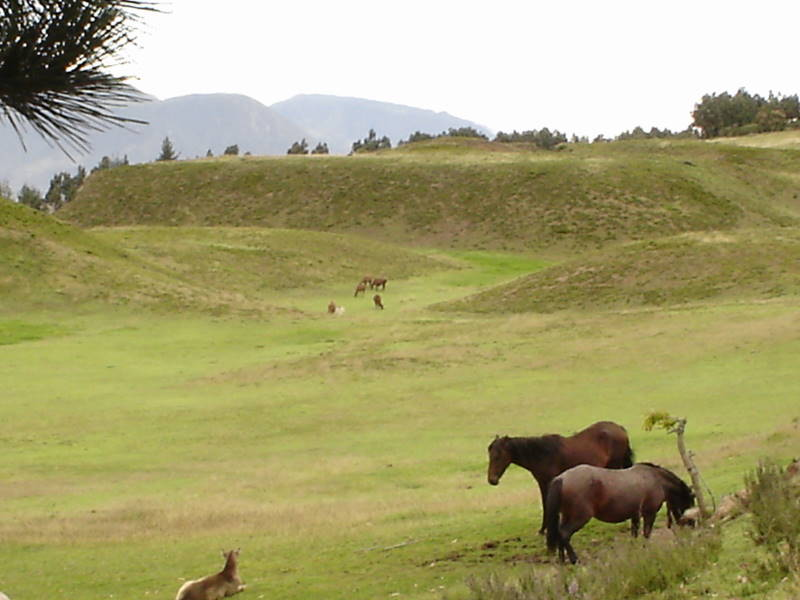
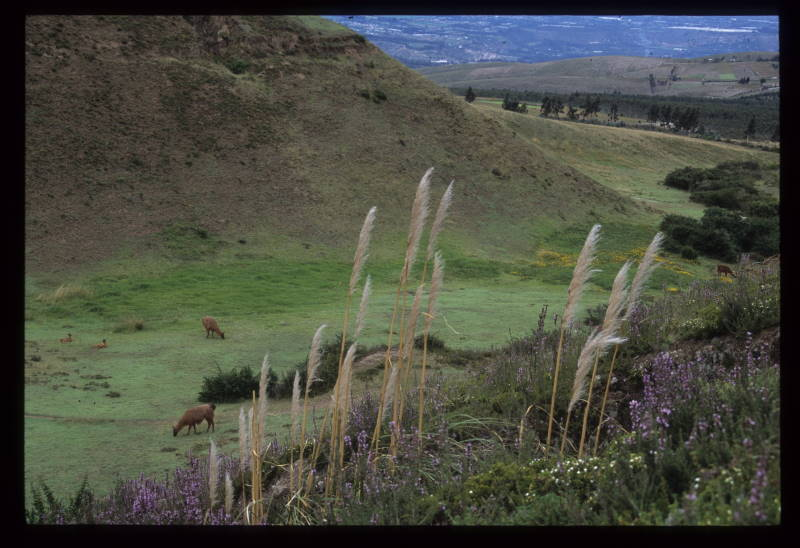
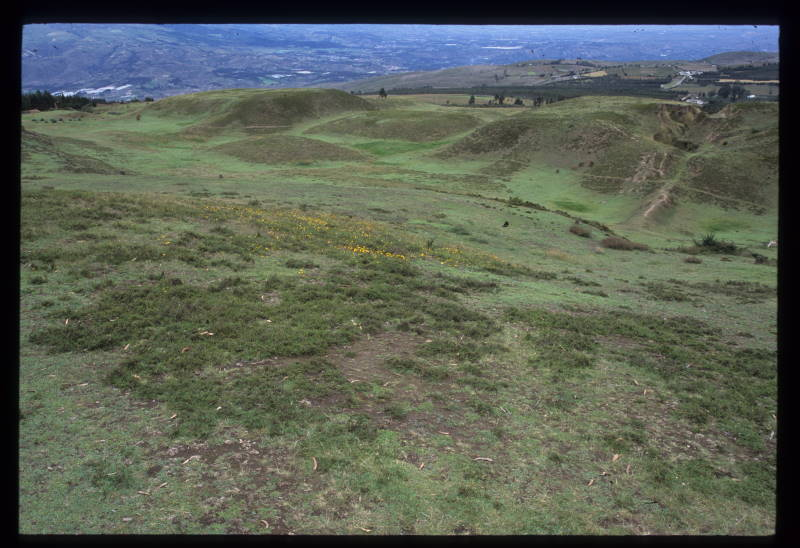